# Alfa Romeo 155
Alfa Romeo 155 – samochód osobowy klasy średniej produkowany przez włoską markę Alfa Romeo w latach 1992−1998.

## Historia i opis modelu

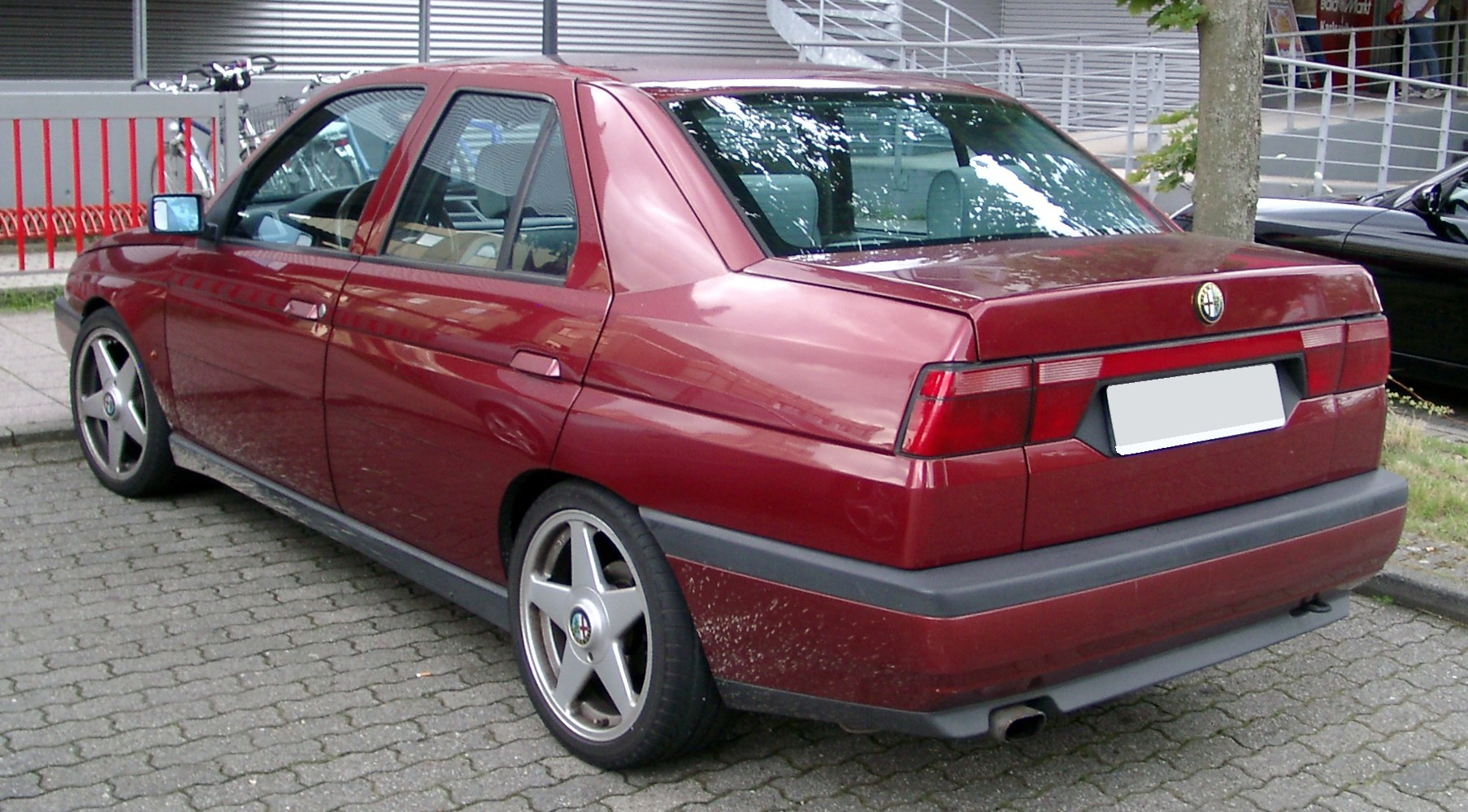
Alfa Romeo 155 - tył

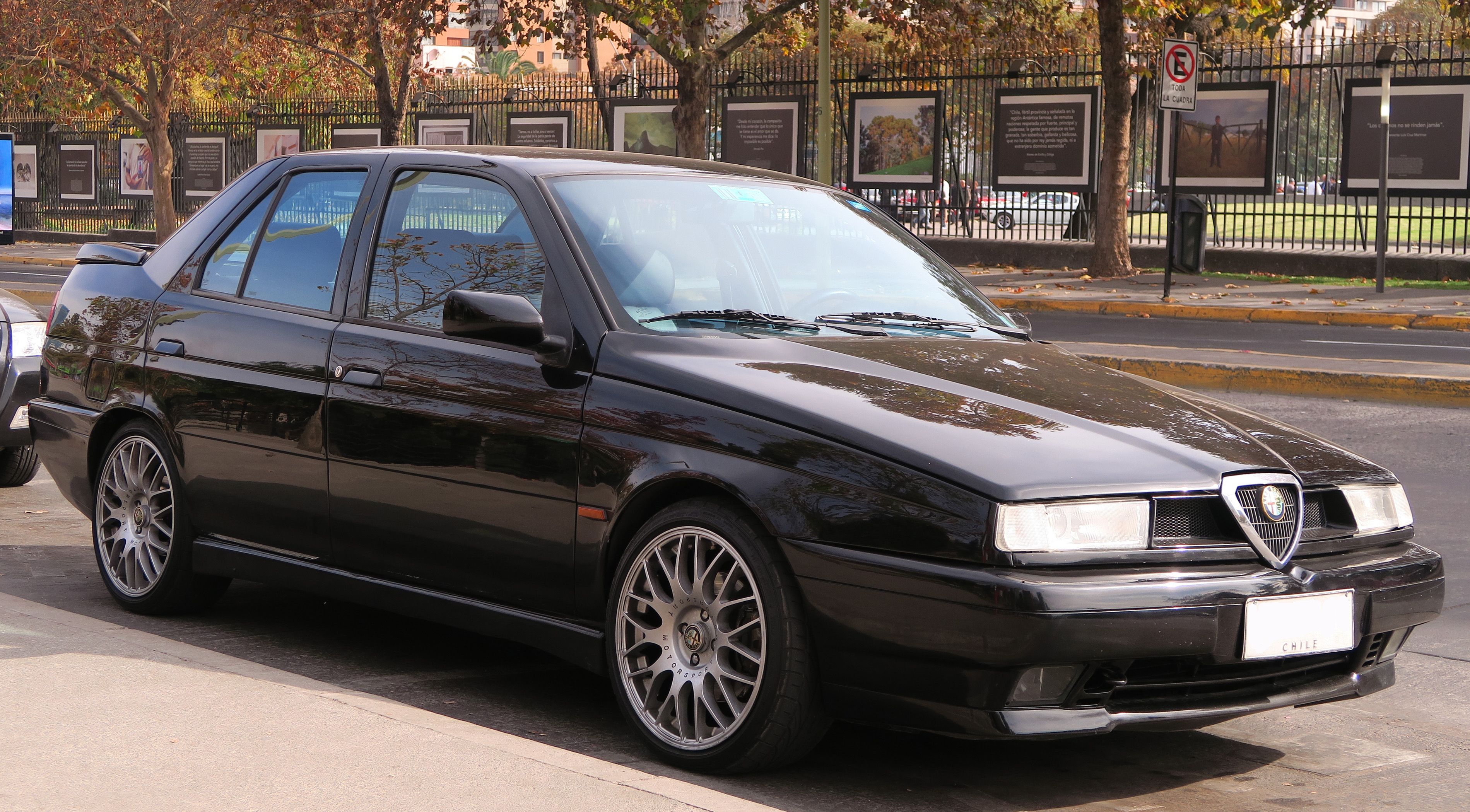
Alfa Romeo 155 Q4

Alfa Romeo 155 powstała jako projekt unifikacji rozwiązań technicznych Alfy Romeo i koncernu FIATa. Model 155 bowiem przejął wiele części z Fiata Tempry, Lancii Delty i Lancii Dedry. Jednym z silników zarezerwowanych tylko dla 155 była sześciocylindrowa jednostka o pojemności 2,5 l i mocy 166 KM. Silniki Twin Spark występowały w Alfie 155 w wersjach 1.6, 1.7, 1.8, 2.0. Paletę silnikową stanowiły również diesle o pojemnościach 2,0 i 2,5 litra.
Do seryjnego wyposażenia Alfy 155 należały m.in. wspomaganie kierownicy, regulację kolumny kierownicy i centralny zamek, zaś za opłatą można było nabyć skórzaną tapicerkę, ABS, czy klimatyzację, które w ostatnich latach produkcji tego modelu należały już do wyposażenia seryjnego.  W 1994 roku na rynek brytyjski wprowadzono Alfę 155 Silverstone która charakteryzowała się silnikiem o pojemności 1773 cm³ o mocy 125km. Kolejnym charakterystycznym elementem jest spojler na tylnej klapie, oraz fotele w kratke
W 1995 roku Alfa 155 została poddana umiarkowanym modyfikacjom, zmieniono m.in. wnętrze, kształt błotników, osłonę chłodnicy, zaś do palety modeli wprowadzono (żeliwne) silniki wykonane w technice 16 zaworowej, które wyparły starsze, drogie w produkcji (wykonane z aluminium) 8 zaworowe jednostki. Nowością także był silnik Twin Spark o pojemności 1,6 l. 
W 1998 roku Alfa 155 została zastąpiona modelem 156.

### Alfa Romeo 155 Q4
Alfa Romeo 155 Q4 to nic innego jak Alfa 155 z silnikiem zapożyczonym od Lancii Delty napędzającym obie osie. Zewnętrznie wersja Q4 odróżniała się od modelu podstawowego typowymi tylko dla Q4 alufelgami i lusterkami i zderzako-spojlerami malowanymi na kolor nadwozia. Niestety napęd na cztery koła wymusił zmniejszenie przestrzeni bagażowej do 410 dm³. We wnętrzu zastosowano wygodne, sportowe fotele oraz bogate wyposażenie seryjne obejmujące elektryczną regulację szyb i lusterek, centralny zamek, automatyczne ogrzewanie czy spryskiwacze reflektorów. Jako opcję nabyć można było elektryczną regulację świateł, ogrzewane lusterka, pilot do centralnego zamka, elektryczną regulację tylnych szyb, automatyczną klimatyzację, elektryczny szyberdach, ogrzewane fotele czy skórzaną tapicerkę. Mimo przejęcia silnika i układu napędowego z Lancii Delty, nie omieszkano wprowadzić zmian w tejże konstrukcji. Wprowadzono zaawansowany system oczyszczania spalin, sondę lambda, zaś skrzynia biegów pochodziła ze sportowej wersji Delty - Integrale. Właściciel Alfy Q4 może elektrycznie regulować pracę zawieszenie poprzez wybranie opcji AUTO oraz bardziej sportowej - SPORTIVA. 
Alfa Romeo 155 Q4 konkurowała z takimi samochodami jak: Ford Sierra Cosworth 4x4, Peugeot 405 T16 4x4, Subaru Legacy 2.0 Turbo, Volkswagen Passat G60 Syncro GT, Opel Vectra 2.0 Turbo 4x4.

### Dane techniczne
| Wersja                | Silnik:                          | Układ zasilania:   | Średnica × skok tłoka: | St. sprężania:     | Moc maksymalna:                     | Maks. moment obrotowy      | 0-100 km/h:        | V-max:             | Śr. zuż. paliwa / 100 km: |
| Silniki benzynowe:    | Silniki benzynowe:               | Silniki benzynowe: | Silniki benzynowe:     | Silniki benzynowe: | Silniki benzynowe:                  | Silniki benzynowe:         | Silniki benzynowe: | Silniki benzynowe: | Silniki benzynowe:        |
| --------------------- | -------------------------------- | ------------------ | ---------------------- | ------------------ | ----------------------------------- | -------------------------- | ------------------ | ------------------ | ------------------------- |
| 1.6 TS 16V            | R4 1,6 l (1598 cm³), DOHC        | wtrysk Motronic    | 82,00 mm × 75,70 mm    | 10,3:1             | 120 KM (88 kW) przy 6300 obr./min   | 144 N•m przy 4500 obr./min | 11,4 s             | 195 km/h           | 7,8 l                     |
| 1.7 TS 8V             | R4 1,7 l (1749 cm³), DOHC        | wtrysk Motronic    | 83,40 mm × 80,00 mm    | 10,0:1             | 115 KM (84,5 kW) przy 6000 obr./min | 149 N•m przy 3500 obr./min | 10,8 s             | 191 km/h           | 8,3 l                     |
| 1.8 TS 8V             | R4 1,8 l (1773 cm³), DOHC        | wtrysk Motronic    | 84,00 mm × 80,00 mm    | 10,0:1             | 129 KM (95 kW) przy 6000 obr./min   | 167 N•m przy 5000 obr./min | 10,3 s             | 200 km/h           | 8,1 l                     |
| 1.8 TS 16V            | R4 1,8 l (1747 cm³), DOHC        | wtrysk Motronic    | 82,00 mm x 82,70 mm    | 10,0:1             | 140 KM (103 kW) przy 6300 obr./min  | 165 N•m przy 4000 obr./min | 10,0 s             | 205 km/h           | 8,1 l                     |
| 2.0 TS 8V             | R4 2,0 l (1995 cm³), DOHC        | wtrysk Motronic    | 84,00 mm × 90,00 mm    | 10,0:1             | 143 KM (105 kW) przy 6000 obr./min  | 189 N•m przy 5000 obr./min | 9,3 s              | 205 km/h           | 9,5 l                     |
| 2.0 TS 16V            | R4 2,0 l (1970 cm³), DOHC        | wtrysk Motronic    | 83,00 mm × 91,00 mm    | 10,0:1             | 150 KM (110 kW) przy 6200 obr./min  | 187 N•m przy 4000 obr./min | 8,4 s              | 224 km/h           | 8,3 l                     |
| 2.0 Q4                | R4 2,0 l (1995 cm³), DOHC, turbo | wtrysk             | 84,00 mm × 90,00 mm    | 8,0:1              | 190 KM (140 kW) przy 6000 obr./min  | 297 N•m przy 2500 obr./min | 7,0 s              | 225 km/h           | 9,9 l                     |
| 2.5 V6                | V6 2,5 l (2492 cm³), SOHC        | wtrysk Motronic    | 88,00 mm × 68,30 mm    | 10,0:1             | 166 KM (122 kW) przy 5800 obr./min  | 213 N•m przy 4500 obr./min | 8,4 s              | 215 km/h           | 9,7 l                     |
| Silniki wysokoprężne: |                                  |                    |                        |                    |                                     |                            |                    |                    |                           |
| 1.9 TD                | R4 1,9 l (1929 cm³), SOHC, turbo | wtrysk pośredni    | 86,20 mm × 90,00 mm    | 19,2:1             | 92 KM (68 kW) przy 4100 obr./min    | 191 N•m przy 2400 obr./min | 13,5 s             | 180 km/h           | 7,0 l                     |
| 2.5 TD                | R4 2,5 l (2499 cm³), OHV, turbo  | wtrysk pośredni    | 92,90 mm × 94,00 mm    | 21,0:1             | 125 KM (92 kW) przy 4200 obr./min   | 294 N•m przy 2000 obr./min | 10,4 s             | 195 km/h           | 7,2 l                     |

- Podwozie
  - Zawieszenie przednie: wahacz poprzeczny, amortyzator teleskopowy
  - Zawieszenie tylne: wahacz wzdłużny, sprężyna śrubowa
  - Hamulce przód/tył: tarczowe/tarczowe
  - ABS
- Wymiary i ciężary
  - Rozstaw kół przód/tył: 1469/1402 mm
  - DMC: 1705-1845 kg

### Alfa 155 na torze

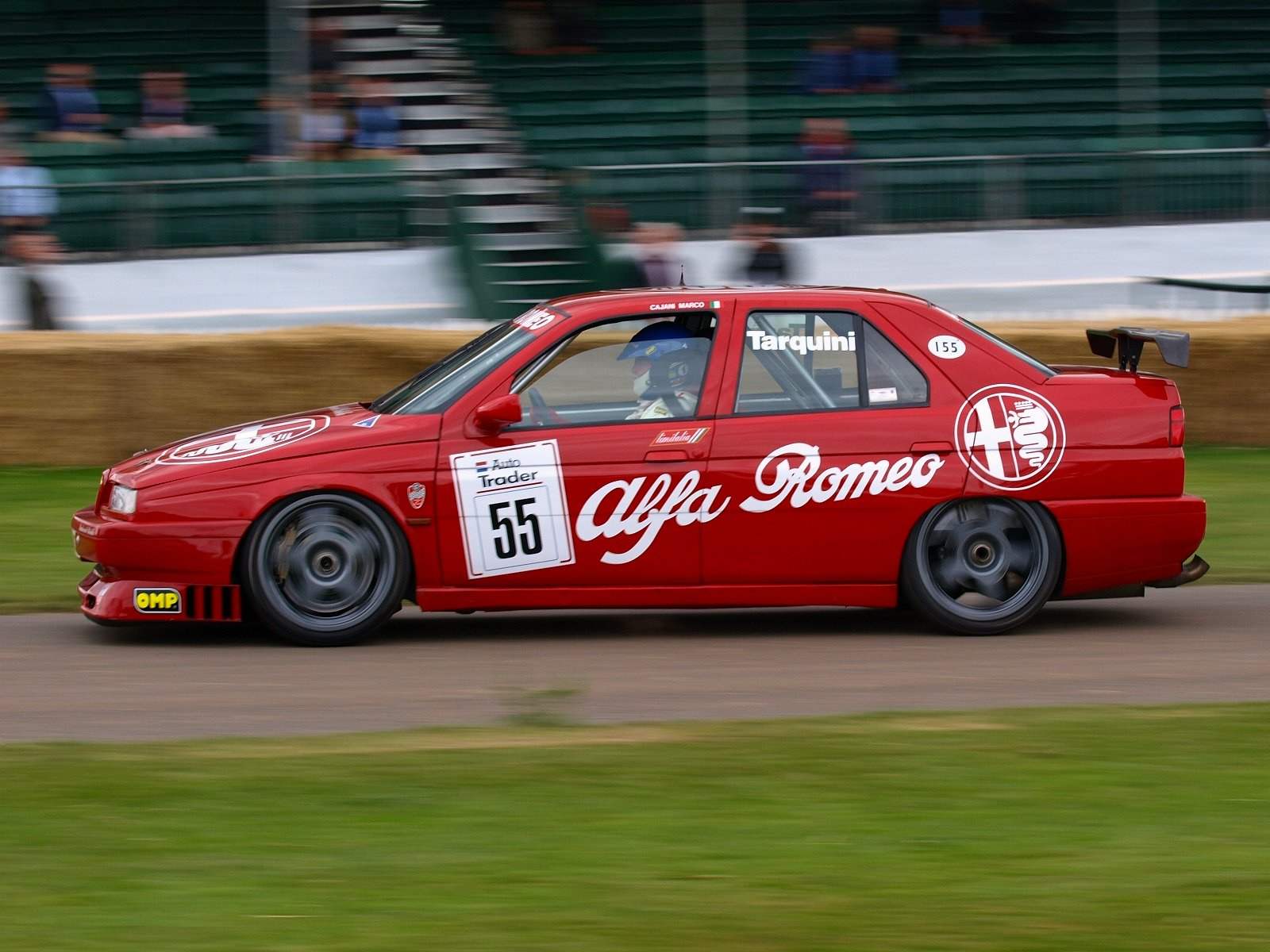
Alfa Romeo 155 BTCC

Alfa Romeo 155 była jednym z najznakomitszych samochodów wyścigowych ze stajni tegoż producenta. 
Alfa Romeo 155 wygrała:
- Zawody ITCC Italian Touring Car Championship w roku 1992 - kierowcą był Nicola Larini.
- Zawody DTM w roku 1993, kierowcą był Nicola Larini.
- Zawody BTCC British Touring Car Championship w 1994 - wygrał je zaś Gabriele Tarquini
- Hiszpańskie mistrzostwa samochodów turystycznych w latach 1994, 1995 oraz 1997 (w roku 1997 kierowcą był Fabrizio Giovanardi).